# Titularerzbistum Amastris
Amastris (ital.: Amastri) ist ein Titularerzbistum der  römisch-katholischen Kirche. 
Es geht zurück auf das untergegangenes Bistum der antiken Stadt Amastris (heute Amasra) in der römischen Provinz Bithynia et Pontus bzw. in der Spätantike Paphlagonia an der westlichen Schwarzmeerküste der heutigen Türkei. Seit 1892 besteht es als Titularbistum, seit 1932 als Titularerzbistum.
| Titularbischöfe von Amastris    |                             |                                                               |                    |                   |
| Nr.                             | Name                        | Amt                                                           | von                | bis               |
| 1                               | Michael Francis Howley      | Apostolischer Vikar von West Neufundland (Kanada)             | 28. April 1892     | 21. Dezember 1894 |
| 2                               | Antonio Maria Roveggio MCCJ | Apostolischer Vikar von Zentralafrika (Sudan)                 | 8. Februar 1895    | 3. Mai 1902       |
| 3                               | John Joseph O’Gorman CSSp   | Apostolischer Vikar von Sierra Leone (Sierra Leone)           | 14. September 1903 | 13. April 1935    |
| Titularerzbischöfe von Amastris |                             |                                                               |                    |                   |
| Nr.                             | Name                        | Amt                                                           | von                | bis               |
| 4                               | Efrem Hykary (Efren Hykary) | Patriarchalvikar in Antiochia (Libanon)                       | 22. Juli 1936      | 9. Februar 1958   |
| 5                               | Teopisto Valderrama Alberto | Koadjutorerzbischof von Caceres (Nueva Caceres) (Philippinen) | 7. September 1959  | 6. April 1965     |